# Claude Thomas Alexis Jordan
Claude Thomas Alexis Jordan (Lyon, 29 de octubre de 1814 - íbid. 7 de febrero de 1897) fue un botánico y taxónomo francés.

## El jordanismo
En 1845, integra la Sociedad linneana de Lyon y debuta en entomología en compañía de Antoine Casimir Marguerite Eugène Foudras (1783-1859); a la par de los fundadores de esa Sociedad linneana, en particular de Clémence Lortet (1772-1835), Jean Juste Noël Antoine Aunier (1781?-1859), Jean-Baptiste Balbis (1765-1831), Georges Roffavier (1775-1866), Nicolas Charles Seringe (1776-1858) y Marc Antoine Timeroy (1793-1856). Este último estudia minuciosamente las especies y descubre formas nuevas en la región lionesa, que le señala a Alexis Jordan. Esas especies críticas interesan al joven Jordan que anota sus caracteres y los compara con aquellos individuos de otras localidades. Así reconoce numerosas formas típicas, antes consideradas como simples variedades, y que ameritan el status de especie. Su nuevo método analítico da origen a una « Escuela jordaniana » que conducirá a sus adeptos a describir más y más especies teniendo en cuenta diferencias cada vez más tenues, y verificando experimentalmente que esas especies no se hibriden entre sí. A título de ejemplo, Alexis Jordan reconoce, con su colaborador Pierre Jules Fourreau (1844-1871), 200 especies de Erophila ; aunque recibirá críticas negativas muy severas. Su método fue largamente reprochado por el malacólogo Arnould Locard (1841-1904) sobre los moluscos continentales y de la misma manera suscitaba positivas y vivas reacciones. Las especies de Alexis Jordan, en número de 1.685, fueron sobrenombradas jordanias por Georges Coutagne (1854-1928) y jordanianas por Johannes Paulus Lotsy (1867-1931).
Su herbario fue considerado uno de los más grandes de Europa en su época. Durante 40 años, de 1836 a 1877, recorre Francia (sobre todo los Alpes y Provenza) recibiendo exsiccata (muestras secas) de más de 200 botánicos, entre los que figuraban Eugène Bourgeau (1813-1877) (de 1845 a 1875), Elisée Reverchon (de 1866 a 1897), Benedict Balansa (1825-1892) (de 1852 a 1867) y de Theodor Heinrich Hermann von Heldreich (1822-1902) (de 1848 a 1892).
Además de sus colecciones de exsiccata plantas secas, reúne una vasta colección de plantas vivas, en el seno de un jardín botánico experimental bajo la responsabilidad de sy fiel colaborador, jefe de cultivos, Joseph Victor Viviand-Morel (1843-1915), igualmente redactor en jefe de Lyon horticole. Alexis Jordan cultiva con la ayuda de su jefe de cultivos, millares de especies vegetales durante 50 años a fin de probar experimentalmente que las especies próximas que cultivaba no se hibridaban entre ellas, porque pertenecían a especies distintas.

## Honores

### Eponimia
- Asperula jordani por Eugène Pierre Perrier de La Bâthie (1825-1916) & André Songeon (1826-1905)
- Centaurea jordaniana por Jean Charles M. Grenier (1808-1875) y Dominique A. Godron (1807-1880) en 1849
- Rosa jordani por Pierre Alfred Déséglise (1823-1883)
- Salvia jordanii por Jay B. Walker (fl. 2017) en 2017
- Thalictrum jordani por Friedrich Wilhelm Schultz (1804-1876) en 1847
- Viola jordani por Hippolyte Hanry (1807-1893) en 1853

## Publicaciones
- 1845-1849. Observations sur plusieurs plantes nouvelles, rares ou critiques de la France. Annales de la Société linnéenne de Lyon, 1ª y 2ª serie. Lyon
- 1850-1855. Notes sur diverses espèces et sur plusieurs plantes nouvelles. Archives de la Flore de France et d'Allemagne, 1850 : 159-165 ; 1851, p. 191 ; 1854 : 304-325 ; 1855 : 340-348.
- 1855-1861. Note sur plusieurs plantes nouvelles et autres. Annotations de la Flore de France et d'Allemagne, 1855 : 12-33 ; 1856 : 43-50 ; 1858 : 123-124, 128-131 ; 1859 : 171-175 ; 1861 : 227-232
- 1866-1868. Breviarium plantarum novarum sive specierum in horto plerumque cultura recognitarum descriptio contracta ulterius amplianda. Paris, F. Savy, 137 p. [en colaboración con Jules Fourreau]
- 1866-1903. Icones ad Floram Europae novo fundamento instaurandam spectantes. Paris, F. Savy, 3 vol., 501 pl. [en colaboración con Jules Fourreau]

- 1852. Pugillus plantarum novarum, praesertim gallicarum. Académie de Lyon, Paris, 148 pp.
- 1852. Origine des diverses variétés ou espèces d'arbres fruitiers. Académie de Lyon, Paris, 97 pp.
- 1858. Description de quelques Tulipes nouvelles. Annales de la Société linnéenne de Lyon, 2ª série, 5 : 9-14. Lyon
- 1860 et 1864. Diagnoses d'espèces nouvelles ou méconnues, pour servir de matériaux à une Flore de France réformée. Annales de la Société linnéenne de Lyon, 355 pp.
- 1873. Remarques sur le fait de l'existence en société à l'état sauvage des espèces affines. Annales de la Société linnéenne de Lyon, 2ª série, 20 : 195-213. Lyon

## Noticias necrológicas
- Discurso pronunciado por M. Beaune, presidente de la Academia de Lyon, a los funerales de Alexis Jordan, 10 de febrero de 1897. Rapports, Fondations, Concours, Notices, 1797-1901, Lyon, Rey Impr. 8 pp.
- Lettre adressée par M. Borel à la Société Botanique de France, le 8 février 1897, à la mort d'Alexis Jordan. Bulletin de la Société botanique de France, 12 de febrero, p. 81-83.
- Lettre adressée par le Dr Saint-Lager à la Société Botanique de France, 8 de febrero de 1897, à la mort d'Alexis Jordan. Bulletin de la Société botanique de France, reunión del 12 de febrero, pp. 83-85
- Allocutions de MM. Ed. Bornet et Malinvaud. Bulletin de la Société botanique de France, 12 de febrero, p. 85-86
- Notice nécrologique sur Alexis Jordan, par X. L'Échange, Revue linnéenne, n° 147, marzo de 1897, Lyon, Rey Impr. 2 pp.
- Notice sur Alexis Jordan par le Dr Saint-Lager. Annales de la Société botanique de Lyon, XXII, 1897, 16 pp.
- Notes biographiques sur quelques horticulteurs célèbres par Oct. Meyran. Lyon, Bouvier, 1898
- Note biographique, in Prodrome d'une histoire des botanistes lyonnais.